# Pierre Michel (giudice)
Pierre Michel (Saint-Amans-Soult, 2 luglio 1943 – Marsiglia, 21 ottobre 1981) è stato un magistrato francese, vittima della criminalità organizzata. È stato, dopo François Renaud nel 1975, il secondo giudice assassinato in Francia dalla fine della seconda guerra mondiale.

## Biografia

### Famiglia e studi
Pierre Michel nacque a Saint-Amans-Soult, nel sud della Francia, città in cui la sua famiglia, originaria di Metz, si era rifugiata durante la Seconda guerra mondiale per sfuggire all'occupazione tedesca. Dopo il conflitto i Michel tornarono però a Metz, città in cui Pierre trascorse la sua infanzia. La sua era una famiglia di notai e avvocati: suo padre Georges aveva uno studio notarile, ma Pierre Michel, per indipendenza, rifiutò di entrare nello studio del fratello Bernard, uno stimato avvocato.
Nel 1965 Pierre Michel divenne insegnante di scienze naturali in un liceo di Jarny, e lì conobbe la sua futura moglie, Jacqueline, insegnante di storia e geografia da cui ebbe due figlie. Fu proprio per seguire sua moglie, nel frattempo trasferita a Marsiglia, che nel 1973 Michel arrivò in questa città. Qui intraprese un dottorato in legge per diventare magistrato: inizialmente uditore giudiziario, fu allievo del giudice René Saurel, colui che aveva contribuito a smantellare la French Connection. Lo stesso Michel in seguito divenne il magistrato maggiormente impegnato nell'antidroga, ostacolando i tentativi di ripresa della French Connection.

### I primi casi
Da stagista, a Michel furono affidate varie indagini riguardanti casi di tossicodipendenza giovanile. Anni dopo un suo collega stagista dichiarò che quei casi avevano segnato Michel profondamente.
Dopo aver ottenuto il dottorato in legge, Michel iniziò la sua carriera nel 1974, e il 31 dicembre dello stesso anno fu nominato giudice istruttore a Marsiglia. All'inizio si occupò di delinquenza minorile, poi anche di traffico d'armi e sfruttamento della prostituzione. Nel 1975 gli fu affidato il compito di istruire il processo d'appello contro Christian Ranucci, un ragazzo accusato di aver rapito e ucciso l'anno precedente una bambina di 8 anni. Poiché il caso presentava vari punti oscuri, Michel chiese di effettuare perizie ed indagini supplementari, ma i suoi superiori, pressati dal gran clamore mediatico che il caso aveva suscitato e dal fatto che Ranucci avesse inizialmente confessato il delitto (per poi ritrattare), lo indussero a chiudere rapidamente il caso. Ranucci venne quindi condannato a morte per decapitazione, e lo stesso Michel assistette all'esecuzione, nonostante fosse un abolizionista convinto.
Tra gli altri suoi casi, nel 1977 ci fu anche quello del cosiddetto «pouf di Calvi», un'inchiesta sullo sfruttamento della prostituzione che coinvolse il 2º reggimento straniero di paracadutisti dell'esercito francese. Michel scoprì che nella caserma della città era stato creato un vero e proprio bordello riservato ai soldati: per questo fatto egli accusò 17 persone di lenocinio, tra cui un tenente colonnello e un medico, nonostante le rimostranze dei suoi superiori.

### La lotta al narcotraffico
Nello stesso anno a Michel fu chiesto di sostituire temporaneamente un collega che si occupava di criminalità organizzata, ma in seguito questo interim si prolungò e alla fine egli ne ereditò il posto, divenendo primo giudice istruttore presso il tribunale di grande istanza di Marsiglia. Memore dei casi di tossicodipendenza giovanile che aveva affrontato nei suoi primi anni da giudice, Michel intraprese una vera e propria guerra contro il traffico di droga che all'epoca aveva in Marsiglia la sua capitale.
In particolare, Michel si impegnò ad impedire la rinascita della French Connection, utilizzando dei metodi inusuali per l'epoca: ritenendo che la polizia marsigliese fosse poco motivata, egli prese l'abitudine di partecipare personalmente ad alcuni appostamenti. Nel giro di poco tempo riuscì così a guadagnarsi il rispetto dei poliziotti, stringendo un forte legame di amicizia e collaborazione soprattutto con i commissari Gérard Girel (della polizia giudiziaria) e Lucien-Aimé Blanc (del nucleo stupefacenti), ai quali lasciò un notevole margine di manovra. Per permettere alla squadra di Blanc di svolgere il suo lavoro in maniera più efficiente, lo stesso Michel provvide a comprargli un magnetofono per le intercettazioni, venendo però redarguito dai suoi superiori per una spesa considerata non necessaria. Inoltre, Michel aumentò il controllo sul territorio, non esitando neanche ad incarcerare le compagne dei criminali a cui dava la caccia, riuscendo così ad indurre alcuni di loro a consegnarsi. Questi metodi, che valsero a Michel i soprannomi attribuitigli dalla stampa di «giustiziere», «cowboy» e «giudice-poliziotto», gli permisero di ottenere rapidamente dei risultati notevoli: in quegli anni circa 70 trafficanti di droga furono arrestati, e 6 laboratori per la raffinazione della droga smantellati.
Le sue indagini lo portarono ad individuare anche le ramificazioni che i marsigliesi avevano all'estero, ed in particolare i rapporti con l'Italia: grazie al suo lavoro, furono possibili dei sequestri record di cocaina a Milano e Sanremo. Nel marzo del 1980, a seguito della scoperta di una raffineria dei marsigliesi nell'alta Loira, Michel intuì che si era creato un legame tra Cosa Nostra siciliana e la French Connection, con i marsigliesi che avevano trasferito la loro produzione di droga in Sicilia. Per confermare la sua ipotesi, nell'agosto del 1980 Michel giunse a Palermo per dare la caccia a tre marsigliesi che riteneva fossero andati in Sicilia per stringere rapporti con Cosa Nostra. Indagando su questi legami, Michel iniziò a collaborare con alcuni magistrati italiani, Giovanni Barrille, Giusto Sciacchitano e Giovanni Falcone, con il quale stringerà un rapporto di amicizia. Le loro investigazioni portarono alla fine dello stesso mese all'arresto di quattro marsigliesi e del boss di Cosa Nostra Gerlando Alberti, confermando quindi l'esistenza di un accordo tra i due gruppi.
L'attività di Michel lo portò a collaborare anche con la DEA, l'agenzia antidroga americana, nell'ambito delle indagini per incastrare quello che era considerato uno dei padrini più importanti dei marsigliesi, Gaëtan Zampa, che fino a quel momento gli era sempre scappato. L'inchiesta permise l'8 luglio 1981 la scoperta e lo smantellamento di una raffineria ritenuta riconducibile allo stesso Zampa, a Saint-Maximin-la-Sainte-Baume. Oltre al sequestro di un'ingente quantità di droga e armi, furono arrestate dieci persone: tra di loro, Homère Filippi, ritenuto uno dei luogotenenti più fidati di Zampa, e Marc Chambault. Sebbene all'inizio tutti gli arrestati rifiutarono di collaborare, l'arresto di Chambault si rivelò fondamentale, perché a casa sua fu trovata un'agenda piena di informazioni sui contatti di Zampa. Per questo motivo, convinto che potesse portarlo a Zampa, Michel decise di mettere sotto interrogatorio Chambault: in un primo momento egli rifiutò di parlare, ma poi si convinse a collaborare a seguito di un accordo con la DEA che avrebbe permesso a lui e alla sua compagna di rifarsi una vita negli Stati Uniti. L'interrogatorio venne quindi fissato per il 23 ottobre 1981.

### L'omicidio
I metodi di Michel, e i successi da lui ottenuti nella lotta al narcotraffico, finirono per causargli l'ostilità del Milieu marsigliese.
Il 21 ottobre 1981, due giorni prima dell'audizione di Chambault, Michel lasciò alle 12:30 il palazzo di giustizia dove lavorava per tornare a casa con la sua moto e pranzare con la famiglia. Nonostante per la sua sicurezza Michel avesse preso l'abitudine di cambiare sempre strada, non si accorse di essere seguito da una moto rossa con due persone a bordo. Alle 12:49, mentre era fermo all'incrocio di boulevard Michelet, la moto rossa affiancò quella di Michel e uno dei due uomini a bordo gli sparò tre volte, colpendolo alla spalla, al torace (perforando cuore e polmone) e alla base del collo, raggiungendo il midollo spinale. Michel morì sul colpo.
Il giudice Michel riposa presso il cimitero dell'Est di Metz, sua città di origine. Metz gli ha anche dedicato una strada nei pressi del proprio palazzo di giustizia, mentre a Marsiglia gli è stata intitolata un'aula di tribunale.

## Le indagini sull'omicidio
Le indagini sull'omicidio di Pierre Michel furono affidate al giudice Patrick Guérin. La moto usata per il delitto venne ritrovata 48 ore dopo il crimine grazie ad un testimone che aveva preso parte della targa. La moto si rivelò essere stata rubata un anno prima, ma grazie ad un'impronta digitale su un adesivo fu possibile risalire ad un meccanico di nome Charles Giardina. Tenendolo d'occhio, gli inquirenti risalirono a due criminali al soldo di Zampa, i quali furono fermati. Sulla base di questi dati, il giudice Guérin ipotizzò quindi il coinvolgimento di Zampa nell'omicidio Michel, adducendo a movente lo smantellamento della raffineria di Saint-Maximin-la-Sainte-Baume pochi mesi prima dell'omicidio, ma senza la confessione degli arrestati ed in mancanza di altre prove, gli indiziati dovettero essere rimessi in libertà e lo stesso Zampa non poté essere perseguito. Ciononostante, Zampa venne comunque arrestato nel 1983 nell'ambito di altre inchieste, e dopo il crollo del suo impero si suicidò in carcere nel 1984.
Nei cinque anni successivi l'inchiesta non portò ad alcun risultato, e l'omicidio Michel rimase senza responsabili. Fu solo nel 1985 che il caso poté essere riaperto a seguito di nuovi sviluppi: nell'ottobre di quell'anno a Friburgo, in Svizzera, nell'ambito di una retata antidroga, furono arrestati due marsigliesi. Uno di questi, François Scapula, decise di collaborare con la giustizia, rivelando i nomi degli assassini del giudice Michel: François Checchi, sicario, e Charles Altiéri furono indicati come esecutori materiali dell'omicidio, mentre François Girard e Homère Filippi, quest'ultimo già arrestato in passato da Michel e uomo di fiducia di Zampa, furono identificati come mandanti. Tutti e quattro vennero riconosciuti colpevoli nel processo tenutosi nel 1988 e condannati all'ergastolo. Filippi, l'unico a non essere arrestato, sparì nel nulla e di lui non si seppe più niente. Checchi, dopo aver confessato l'omicidio, fu posto in semilibertà nel 2014. Nello stesso anno, anche Altiéri venne rimesso in libertà condizionale.
Nel 2017 il giudice Michel Debacq, collaboratore di Pierre Michel e poi anche di Giovanni Falcone nell'ambito delle indagini sulla Pizza Connection, rivelò che proprio Falcone sospettava che dietro l'omicidio Michel potesse esserci anche la mano della mafia italiana, ed in particolare del boss Gerlando Alberti che avrebbe voluto vendicarsi per il suo arresto e per le indagini di Michel, che per la prima volta avevano dimostrato il legame tra marsigliesi e Cosa Nostra siciliana. Anche il pentito Antonino Calderone, arrestato nel 1986 e interrogato la prima volta proprio da Debacq, confermò di avere la stessa sensazione riguardo ad un coinvolgimento di Cosa Nostra, ma a causa dell'assenza di altri riscontri e della morte nel 1992 dello stesso Falcone, che sull'omicidio avrebbe voluto aprire un'inchiesta, non fu possibile approfondire questa pista.

## Nei media
- La vicenda del giudice Michel è al centro del film French Connection (2014), diretto da Cédric Jimenez, che però è stato oggetto di critiche da parte di alcuni colleghi del giudice assassinato.[9]